# ReVamp
ReVamp – holenderska grupa wykonująca muzykę z pogranicza metalu symfonicznego i gothic metalu. Zespół powstał w 2009 roku z inicjatywy wokalistki Floor Jansen po rozpadzie jej macierzystego zespołu After Forever. Początkowo wokalistka nawiązała współpracę z Joostem van den Broekiem i Waldemarem Sorychtą, którzy napisali i wyprodukowali piosenki na debiutancki album projektu pt. ReVamp. Wydawnictwo ukazało się w 2010 roku nakładem wytwórni muzycznej Nuclear Blast. Tego samego roku Floor Jansen utworzyła koncertowy skład zespołu w osobach perkusisty Matthiasa Landesa, gitarzystów Arjana Rijnena i Jorda Otto, klawiszowca Rubena Wijga oraz basisty Jaapy Melmana.
Wkrótce potem towarzyszący Jansen muzycy koncertowi utworzyli oficjalny skład zespołu, który rozpoczął prace nad drugim albumem studyjnym ReVamp. Przed nagraniami skład opuścił Jaap Melman, którego podczas realizacji nagrań zastąpił muzyk sesyjny – Johan van Stratum. Druga produkcja formacji zatytułowana Wild Card ukazała się 23 sierpnia 2013 roku.
W 2016 roku zespół został rozwiązany.

## Dyskografia
| 2010                           | ReVamp - Data: 28 maja 2010 - Wydawca: Nuclear Blast        | 58 | 26 | —  | —   | —  |
| 2013                           | Wild Card - Data: 23 sierpnia 2013 - Wydawca: Nuclear Blast | 43 | —  | 21 | 130 | 99 |
| "—" pozycja nie była notowana. |                                                             |    |    |    |     |    |